# Đinh Trịnh Chính
Đinh Trịnh Chính (sinh ngày 17 tháng 12 năm 1927) là luật sư, quan chức và nhà ngoại giao Việt Nam Cộng hòa, ông từng giữ chức Tổng trưởng Bộ Thông tin, Ủy viên Tâm lý chiến Việt Nam Cộng hòa, Đại sứ Việt Nam Cộng hòa tại Thái Lan.

## Tiểu sử
Đinh Trịnh Chính sinh ngày 17 tháng 12 năm 1927 tại Hà Nội, Bắc Kỳ, Liên bang Đông Dương.:128
Trong chiến tranh Đông Dương lần thứ nhất, ông là thành viên của đội du kích Việt Minh. Năm 1945, ông theo học tại Trường Chính trị Quân sự Cách mạng Vĩnh Yên (tiền thân của Trường Lục quân Yên Bái).:128 Năm 1946, ông học tại Trường Lục quân Trần Quốc Tuấn ở Yên Bái, miền Bắc Việt Nam.:128 Năm 1949, ông sang Hồng Kông nhập học một trường kinh doanh.:128 Ông tốt nghiệp Trường Luật Hà Nội năm 1955 rồi vào Đại học Missouri để học chuyên ngành báo chí, phát thanh và truyền hình cùng năm.:128
Từ năm 1959 đến năm 1962, ông sang Lào làm cố vấn cho Bộ Thông tin và Ngoại giao của Chính phủ Hoàng gia Lào.:128 Năm 1965, ông giữ chức Tổng trưởng Thông tin trong nội các Phan Huy Quát.:128 Năm 1966, ông được bổ nhiệm làm Ủy viên Tâm lý chiến trong nội các Nguyễn Cao Kỳ.:128 Cùng năm đó, ông được bổ nhiệm làm Bộ trưởng tại Phủ Thủ tướng cho đến năm 1967.:128
Từ tháng 2 năm 1967 đến năm 1970, ông giữ chức Đại sứ Việt Nam Cộng hòa tại Vương quốc Thái Lan.:129 Từ năm 1970 đến năm 1971, ông làm giảng viên Khoa Báo chí Viện Đại học Đà Lạt và sau đó làm luật sư tại Tòa phúc thẩm Sài Gòn.:128

## Đời tư
Theo cuốn Who's who in Vietnam xuất bản năm 1974 cho biết Đinh Trịnh Chính đã kết hôn và có 6 người con.:128